# Eight Taels of Gold
Pour plus de détails, voir Fiche technique et Distribution.
Eight Taels of Gold (八两金, Bā liǎng jīn) est un film hongkongais réalisé par Mabel Cheung, sorti en 1989.
C'est la dernier film de la trilogie que Mabel Cheung a consacrée à la migration, commencée avec The Illegal Immigrant en 1985 et poursuivie par An Autumn's Tale en 1987. 

## Fiche technique
Sauf indication contraire, les informations mentionnées dans cette section peuvent être confirmées par la base de données cinématographiques IMDb,  présente dans la section « Liens externes ».
- Titre original : 八两金, Bā liǎng jīn
- Titre français : Eight Taels of Gold
- Réalisation : Mabel Cheung
- Scénario : Mabel Cheung et Alex Law (en)
- Photographie : Bill Wong
- Pays d'origine : Hong Kong
- Format : Couleurs - 35 mm - 1,85:1 - Mono
- Genre : comédie dramatique
- Durée : 100 minutes
- Date de sortie : 1989

## Distribution
- Sammo Hung : Monkey
- Sylvia Chang : Jenny

## Distinctions

### Récompense
- Hong Kong Film Awards 1990 : meilleure musique de film[1]

### Nominations
- Hong Kong Film Awards 1990 : meilleur film, meilleure réalisation, meilleur scénario, meilleur acteur, meilleure actrice, meilleure photographie et meilleure chanson[1]